# 世界足球 胜利十一人2009
《世界足球 胜利十一人2009》是一款由科乐美公司制作和发行的足球类电子游戏。本游戏于2008年10月首先发行。 游戏在PlayStation 2、PlayStation 3、Wii和Xbox 360等平台发行。
游戏调整了人工智能以及根据情形的战术变化，此外游戏调整了足球的运行轨迹。
游戏收到正面至平均评价。GameRankings和Metacritic给予本游戏Wii版本85.46%和84/100的分数，PlayStation 3版本77.27%和77/100的分数，PlayStation Portable版本77.20%和75/100的分数，PC版本76.62%和79/100的分数，Xbox 360版本73.54%和74/100的分数，PlayStation 2版本68.67%和72/100的分数。